# Senjsko sjemenište
Senjsko sjemenište bila je središnja odgojna ustanova Senjsko-modruške biskupije.
Otvorio ju je 1806. godine biskup Ivan Krstitelj Ježić. Sjemenište je zatvoreno 1940. godine.

## Povijest
Sjemenište se nalazilo u zgradi starog franjevačkog samostana. Uz samostan se nalazila stara crkva svetoga Franje koja je služila kao sjemenišna crkva. Ona je do temelja srušena prigodom bombardiranja Senja 1943. godine.
Godine 1810. sjemenište je stradalo u požaru te je obnovljeno tek 1816. godine. Sjemenište je radilo sve do 1919. godine. Godine 1933. biskup Ivan Starčević obnavlja sjemenište. Ono djeluje do 1940. godine kada ga biskup Viktor Burić ponovno zatvara.
Ulaskom partizana u grad vojska preuzima dio inventara sjemeništa. U zgradu se zatim useljavaju institucije gradske vlasti. Zgrada je uskoro popravljena, ali je oduzeta Senjsko-modruškoj biskupiji te je nacionalizirana.

### Članci
- Velčić, Franjo. 2007. Senjsko sjemenište i Krčka biskupija. Riječki teološki časopis. Riječki teološki časopis. Rijeka. 30 (2): 475–495
- Lokmer, Juraj. 2007. Sudbina inventara bogoslovnog sjemenište u Senju. Riječki teološki časopis. Riječki teološki časopis. Rijeka. 30 (2): 497–515